# Selección femenina de voleibol de Letonia
La selección femenina de voleibol de Letonia es el equipo representativo del país en las competiciones oficiales de voleibol. Su organización está a cargo de la Latvijas Volejbola Federācija (LVF).

## Palmarés
| Competición        |   |   |   | Total |
| ------------------ | - | - | - | ----- |
| Juegos Olímpicos   | 0 | 0 | 0 | 0     |
| Campeonato Mundial | 0 | 0 | 0 | 0     |
| Campeonato Europeo | 0 | 0 | 0 | 0     |
| Grand Prix         | 0 | 0 | 0 | 0     |
| Copa del Mundo     | 0 | 0 | 0 | 0     |
| Total              | 0 | 0 | 0 | 0     |

## Resultados

### Campeonato Europeo
- 1993 — 9° Puesto
- 1995 — 9° Puesto
- 1997 — 8° Puesto
- 1999 - 2013 — No clasificado